# Ilha das Pérolas de Mikimoto
Ilha das Pérolas de Mikimoto (ミキモト真珠島, Mikimoto-Shinju-Jima) é uma ilha na cidade de Toba, no Japão. É conhecida por ter sido o primeiro lugar onde houve um cultivo bem-sucedido de pérolas.

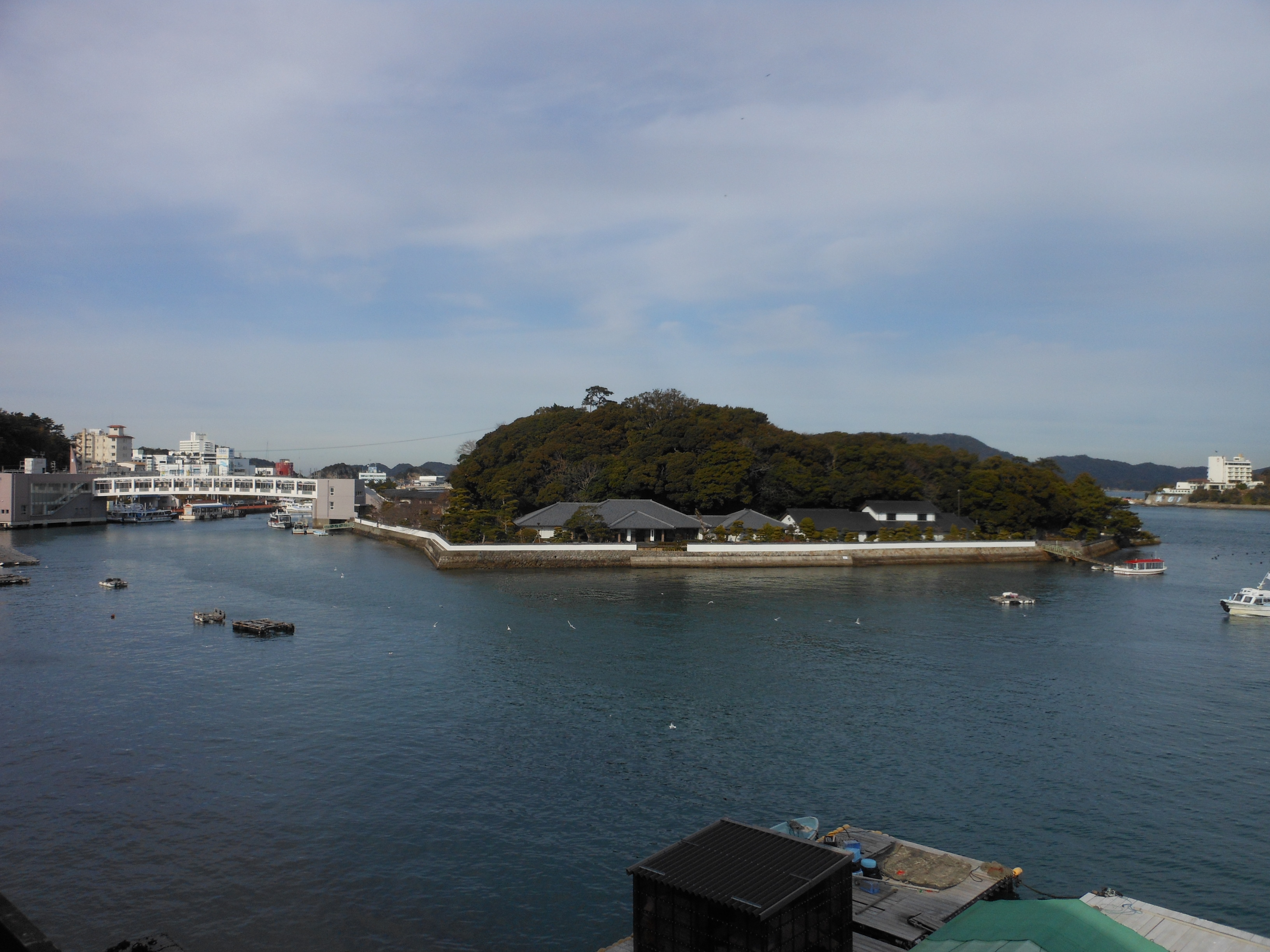
Ilha de Mikimoto, vista do Aquário de Toba

A ilha abriga hoje, além de fazendas de pérolas, um museu e uma estátua em homenagem a Kokichi Mikimoto, pioneiro da técnica. Os turistas em visita aos locais de cultivo podem assistir ao trabalho das mergulhadoras, que depositam ostras no fundo do mar e as recolhem para retirar as pérolas.